# Julien Soyer
Pour les articles homonymes, voir Soyer.
Julien Soyer, né le 4 mars 1978 à Bombay, est un pongiste handisport français.
Il est médaillé d'argent paralympique par équipe en 2000 à Sydney et en 2004 à Athènes. Il est champion du monde par équipe en 1998 et 2002, champion d'Europe individuel en 2003, champion d'Europe par équipes en 2001, vice-champion d'Europe individuel et par équipes en 1999 et troisième par équipe aux championnats d'Europe de 2003.
Journaliste sportif depuis 2007 à Ouest-France, il est spécialiste du FC Nantes, du volley et du handisport. En 2016, il commente les épreuves de tennis de table des Jeux paralympiques de Rio sur France Télévisions. En 2021, il commente les épreuves de football à 5 et de tennis de table des Jeux paralympiques de Tokyo sur France Télévisions.